# Szymon Kataszek
Szymon Kataszek (ur. 4 lipca 1898 w Warszawie, zm. 22 maja 1943 tamże) – polski kompozytor, pianista i dyrygent żydowskiego pochodzenia; pionier jazzu w Polsce.

## Życiorys
W latach 1910–1914 studiował grę na fortepianie w Instytucie Muzycznym w Warszawie. Po wybuchu I wojny światowej wstąpił do Polskiej Organizacji Wojskowej, a następnie służył w Legionach, z których jednak niedługo potem został zwolniony z powodu młodego wieku. W latach 1920–1921 walczył w wojnie polsko-bolszewickiej. W 1921 wyjechał na krótko do Gdańska, a potem do Berlina w poszukiwaniu pracy. W 1922 zaczął występować w warszawskiej kawiarni „Ziemiańska”.  W 1925 powstała Orkiestra Karasińskiego i Kataszka (KiK), która występowała w dancingu Oaza oraz w teatrach rewiowych Morskie Oko, Perskie Oko, a także gościnnie w wielu miastach polskich: Krakowie, Gdańsku, latem w Krynicy.. Był to pierwszy w Polsce jazzowy zespół popularyzujący dixieland i improwizację w stylu chicagowskim.
W tym czasie zaczął komponować muzykę taneczną. Pisał też muzykę do rewii oraz piosenki dla teatrów: Qui Pro Quo, Morskie Oko, Rex, Wesoły Wieczór, Perskie Oko. Komponował muzykę do pierwszych polskich filmów dźwiękowych: Serce na ulicy, Legion ulicy (wspólnie z Tadeuszem Górzyńskim) oraz Każdemu wolno kochać i Ostatnia eskapada (oba wspólnie z Zygmuntem Karasińskim). Z jego kompozycji największą popularność zdobyły tanga: Serce matki, Czemuś o mnie zapomniał, Czy pamiętasz tę noc w Zakopanem (wspólnie z Z. Karasińskim) oraz fokstrot Abram, ja ci zagram. Jego utwory mieli w swoim repertuarze tak znani artyści, jak m.in. Adam Aston, Mieczysław Fogg, Adolf Dymsza, Lucyna Messal, Nora Ney, Zula Pogorzelska, Mira Zimińska czy Chór Dana.
Po wybuchu II wojny światowej wyjechał do Lwowa, gdzie prowadził orkiestrę rozrywkową w nocnym klubie „Imperial”. W 1941 powrócił do Warszawy i trafił do getta. W getcie warszawskim był dyrygentem trzydziestoosobowej orkiestry Służby Porządkowej.
Zamordowany podczas egzekucji więźniów Pawiaka.